# 绿钟党参
绿钟党参（学名：[Codonopsis chlorocodon] 错误：{{Lang}}：文本有斜体标记（帮助））为桔梗科党参属的植物，为中国的特有植物。分布在中国大陆的云南、四川等地，生长于海拔2,700米至3,700米的地区，多生在向阳山坡草丛中及疏灌丛中，目前尚未由人工引种栽培。